# Рязанцев, Игорь Васильевич
И́горь Васи́льевич Ряза́нцев (14 августа 1932, Москва — 6 августа 2014, там же) — советский и российский историк искусства, доктор искусствоведения (1989), заслуженный деятель искусств Российской Федерации (1995), Член-корреспондент РАХ (2007). Кавалер ордена Почёта (2004).

## Биография
Игорь Васильевич Рязанцев родился в 1932 году, в 1956 году окончил искусствоведческое отделение МГУ, в 1963 году — аспирантуру. В 1956—1960 годах работал научным сотрудником в музее архитектуры им. А. В. Щусева, а с 1963 года — в НИИТИИИ РАХ, в котором с 1989 года до конца жизни руководил Отделом русского искусства.
В 1968 году он защитил кандидатскую диссертацию на тему «Основные особенности архитектуры раннего классицизма в России», в 1988 году — докторскую диссертацию «Русская скульптура второй половины XVIII — начала XIX века: проблемы тематики и её художественного воплощения».
С 1993 года — бессменный редактор и составитель пятнадцати научных сборников «Русское искусство Нового времени. Исследования и материалы».
Долгие годы работал в сотрудничестве со своей супругой, специалистом по русскому искусству XVIII века О. С. Евангуловой (1933—2016).
Похоронен на Ваганьковском кладбище.